# 索特尔 (阿尔代什省)
索特尔（法語：Sceautres，法語發音：[sotʁ]）是法国阿尔代什省的一个市镇，位于该省东部偏南，属于普里瓦区。

## 地理
索特尔（44°36'58"N, 4°36'30"E）面积14.64 平方千米，位于法国奥弗涅-罗讷-阿尔卑斯大区阿尔代什省，该省份为法国东南部内陆省份，北起顺时针与卢瓦尔省、伊泽尔省、德龙省、沃克吕兹省、加尔省、洛泽尔省和上盧瓦爾省接壤。
与索特尔接壤的市镇（或旧市镇、城区）包括：阿尔巴拉罗迈讷、欧比尼亚斯、贝尔泽姆、拉韦宗河畔圣马丹、圣庞斯。

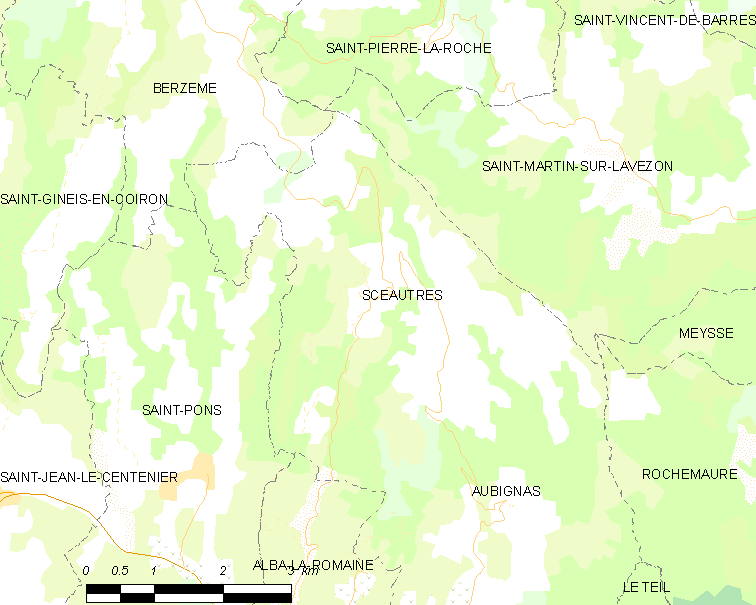
的OSM定位图

索特尔的时区为UTC+01:00、UTC+02:00（夏令时）。

## 行政
索特尔的邮政编码为07400，INSEE市镇编码为07311。

## 政治
索特尔所属的省级选区为贝尔-埃尔维县。

## 人口

1962-2008年间人口变化图示

索特尔于2022年1月1日时的人口数量为147人。